# Bourgogne (1766)
Pour les articles homonymes, voir Bourgogne.
Le Bourgogne était un bâtiment de 74 canons à deux ponts de la marine royale, lancé le 9 juin 1766 en France,. Il fut construit pendant la période de sursaut patriotique qui suivit les défaites de la guerre de Sept Ans. Il participa à la guerre d'Indépendance américaine où il fut perdu par naufrage en 1783.

## Caractéristiques générales
Le Bourgogne est un vaisseau de force de 74 canons lancé selon les normes définies dans les années 1740 par les constructeurs français pour obtenir un bon rapport coût/manœuvrabilité/armement afin de pouvoir tenir tête à la marine anglaise qui dispose de beaucoup plus de vaisseaux depuis la fin des guerres de Louis XIV. Sans être standardisé, le Bourgogne, partage les caractéristiques communes de tous les « 74 canons » construits à des dizaines d’exemplaires jusqu’au début du XIXe siècle et qui évoluent au rythme lent des techniques de construction de l’époque et de la volonté des responsables navals d’exploiter au mieux cette excellente catégorie de navire de guerre.
Comme pour tous les vaisseaux de guerre de l’époque, sa coque est en chêne. Son gréement, (mâts et vergues) est en pin. Il y a aussi de l’orme, du tilleul, du peuplier et du noyer pour les affûts des canons, les sculptures des gaillards et les menuiseries intérieures. Les cordages (80 tonnes) et les voiles (à peu près 2 500 m2) sont en chanvre. Un deuxième jeu de voiles et de cordages est stocké en soute. Prévu pour pouvoir opérer pendant des semaines très loin de ses bases européennes s’il le faut, ses capacités de transport sont considérables. Il emporte pour trois mois de consommation d’eau, complétée par six mois de vin. S’y ajoute pour cinq à six mois de vivres, soit plusieurs dizaines de tonnes de biscuits, farine, légumes secs et frais, viande et poisson salé, fromage, huile, vinaigre, sel, sans compter du bétail sur pied destiné à être abattu au fur et à mesure de la campagne.
Il dispose sur son pont inférieur de 28 canons de 36 livres (les plus gros calibres en service dans la flotte à cette époque) et de 30 canons de 18 livres sur son pont supérieur. En outre, 16 canons de 8 livres sont répartis sur les gaillards. Cette artillerie en fer pèse 215 tonnes. Lorsqu'elle tire, elle peut délivrer une bordée pesant 838 livres (soit à peu près 410 kg) et le double si le navire fait feu simultanément sur les deux bords. Le vaisseau embarque près de 6 000 boulets pesant au total 67 tonnes. S’y ajoutent des boulets ramés, chaînés et beaucoup de mitraille (8 tonnes). Il y a 20 tonnes de poudre noire stockée sous forme de gargousses ou en vrac dans les profondeurs du vaisseau. En moyenne, chaque canon dispose de 50 à 60 boulets.

## La carrière du vaisseau

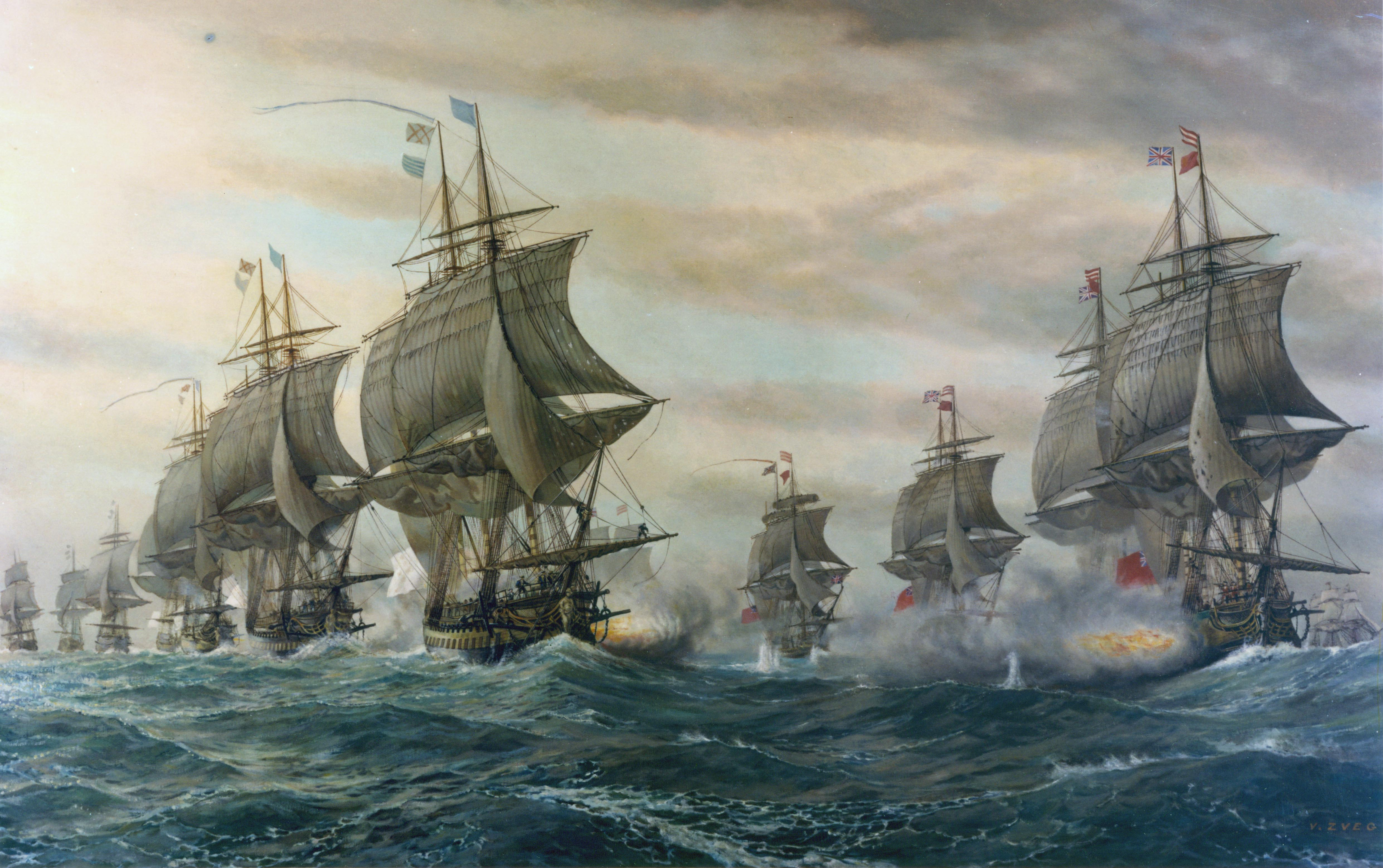
La bataille de la Chesapeake à laquelle a participé le Bourgogne.

Le vaisseau stationne en Méditerranée de 1766 à 1778. Il est radoubé en 1775, puis de nouveau en 1778, au moment de l’entrée en guerre de la France aux côtés des Insurgés américains. Il ne fait pas partie de l’escadre de d’Estaing qui quitte Toulon cette année-là pour l’Amérique du Nord, mais passe cependant dans l’Atlantique pour rejoindre Brest. C’est lors de cette croisière que, le 4 mai 1779, sur la côte de Gibraltar, il prend part à un engagement naval avec la Victoire contre deux frégates anglaises de 32 canons : le HMS Thetis et le Montreal. Le Montréal est capturé, tandis que le Thetis réussit à s'enfuir.
Du 3 juin au 14 septembre 1779, le Bourgogne participe à l’imposante armée navale franco-espagnole massée dans la Manche afin de couvrir une tentative (vaine) de débarquement en Angleterre. Le 9 juillet 1780, le navire appareille de Cadix. Il est dans la 1re division de la 2e escadre de la flotte de Cordova et le 9 août, il participe à la capture du convoi anglais de l'amiral Geary lors de la deuxième bataille du cap Saint-Vincent. Le Bourgogne stationne à Brest jusqu’en mars 1781, date à laquelle il est intégré à l’armée navale du comte de Grasse chargée d’escorter un grand convoi vers les Antilles. Il traverse l’Atlantique sur l’arrière-garde de la flotte. Le 22 avril 1781, il participe au combat devant Fort Royal pour forcer l’escadre anglaise à lever le blocus de la Martinique. En mai, le vaisseau est présent à la prise de Tobago puis fait relâche à Saint-Domingue. Le 4 août, l’armée navale lève l’ancre avec de gros renforts pour attaquer les forces anglaises retranchées dans Yorktown. Le Bourgogne, qui a manqué le vent, n’appareille que le 6 août et rejoint la flotte le lendemain. Le 5 septembre 1781, le vaisseau est engagé dans l’avant-garde qui combat victorieusement à l’entrée de la baie de la Chesapeake, bataille décisive pour l’indépendance des États-Unis.
En novembre 1781, le Bourgogne revient aux Antilles où se poursuit la guerre. Le 11 janvier 1782, le vaisseau contribue au débarquement français victorieux sur l’île de Saint-Christophe, puis, le 25 et 26 janvier, participe au combat naval indécis devant l’île. Le 12 avril 1782, sous les ordres du chevalier de Charitte, le Bourgogne participe au malheureux combat des Saintes qui voit la défaite et la capture du comte de Grasse. Le Bourgogne, engagé au centre du dispositif français, seconde autant qu’il le peut le vaisseau amiral le Ville de Paris en difficulté. Il combat jusqu’à la nuit tombante et il est abordé par un autre vaisseau français, le Duc de Bourgogne. Cette brave conduite au feu vaut au chevalier de Charitte des félicitations anglaises. En 1784, les États de Bourgogne, qui avaient financé le vaisseau vingt ans auparavant, font transmettre leurs remerciements au chevalier de Charitte « pour la gloire que le vaisseau la Bourgogne a acquise à ses ordres, et notamment à la journée du 12 avril 1782 ».
Entre-temps, le bâtiment a été perdu dans une fortune de mer, quelques jours après les préliminaires de paix. En juillet 1782, le Bourgogne participe aux opérations sur les côtes de l’Amérique dans l’escadre de Vaudreuil. Il est à Boston, puis part à la fin de l’année pour Puerto-Caello en Amérique du Sud. Le 3 février 1783, le vaisseau s’échoue sur un récif dans les parages de Curaçao, dans le golfe du Venezuela. Le naufrage est la conséquence d'une mauvaise estimation de la côte par son nouveau capitaine qui croit en être à 30 lieues alors qu’il en est à 3 seulement. Le sauvetage est difficile à cause du grand nombre de soldats qui se trouvent sur le navire. Certains hommes se sauvent à la nage vers la côte, parmi lesquels Simon d'Artigues. La frégate la Néréide et un cotre sauvent 150 personnes. Une goélette espagnole recueille 20 hommes dérivant sur un radeau. Dix officiers et soixante-dix soldats se noient. Le capitaine de vaisseau Champmartin, qui avait remplacé le chevalier de Charitte sera condamné, à son retour en France, à une interdiction temporaire de commandement. Le Bourgogne fait partie des vingt vaisseaux de ligne perdus par la Marine royale lors de la guerre d’Indépendance américaine